# Got Live If You Want It! (EP)
Got Live If You Want It! var en brittisk live-EP med the Rolling Stones som släpptes i juni 1965. I USA släpptes ett helt livealbum med samma titel, men det albumet har inget att göra med denna EP. Inspelningskvaliteten är dålig, men EP:n kan ändå ses som ett intressant dokument av ett uppträdande med gruppen 1965. Första spåret är ingen låt, trots att det fått egen titel. Det är fans som skriker "we want the stones!" fyra gånger innan gruppen börjar spela.

## Låtar på EPn
Sida A
1. "We Want the Stones"
2. "Everybody Needs Somebody to Love"
3. "Pain In My Heart"

Sida B
1. "Route 66"
2. "I'm Moving On"
3. "I'm Allright"